# SegaSonic the Hedgehog
SegaSonic the Hedgehog (セガソニック・ザ・ヘッジホッグ) est un jeu d'action en 3D isométrique développé par Sega, sorti sur borne d'arcade en 1993.
Aussi connu sous le titre officieux Sonic the Arcade, il s'agit à la fois du premier jeu de la franchise Sonic the Hedgehog à être disponible sur borne d'arcade, et en 3D isométrique, mais aussi du premier jeu dans lequel Sonic et les autres personnages peuvent parler.

## Histoire
Exaspéré que Sonic se mette en travers de son chemin et contrecarre constamment ses plans diaboliques, le Dr. Robotnik décide d'en finir une bonne fois pour toutes avec son ennemi juré, qu'il capture et jette dans une cellule piégée, lui promettant une mort certaine, en haut de sa tour Eggman's Tower. Malheureusement pour lui, Sonic parvient à s'échapper, et compte bien déjouer ses plans une fois de plus...

## Personnages
- Sonic the Hedgehog (doublé par Takeshi Kusao)
- Dr. Eggman (doublé par Masaharu Satō)
- Ray the Flying Squirrel (doublé par Hinako Yoshino, créditée Hinako Kanamaru)
- Mighty the Armadillo (doublé par Yūsuke Numata)

Ce jeu introduit deux nouveaux personnages jouables dans l'univers de Sonic, un écureuil volant du nom de Ray, et un tatou du nom Mighty. Ray (souvent confondu avec Tails) et Mighty reviendront tous deux dans un contenu additionnel du jeu Sonic Mania. Mighty refera également une apparition remarquée dans le jeu spin-off Knuckles' Chaotix sur 32X.

## Niveaux
1. Volcanic Vault
2. Icy Isle
3. Desert Dodge
4. Trap Tower
5. Landslide Limbo
6. Wild Water Way
7. Eggman's Tower (Introduction et Final)

## Système de jeu
Le gameplay de SegaSonic se démarque particulièrement de celui des autres jeux de la série à l'époque. En effet :
- pour son passage à l'arcade, l'équipe chargée du développement décide d'opter pour un gameplay original, basé sur un contrôleur trackball (une souris à l'envers). Un mode de contrôle assez physique[3], et on ne peut plus arcade, qui apporte beaucoup de fun.
- il présente un level design en 3D isométrique, cohérent avec le type de contrôleur employé. Le scrolling du jeu, essentiellement orienté nord-est/sud-ouest, favorise cependant beaucoup les joueurs droitiers[3].
- il ne s'agit pas d'un jeu de plate-forme, malgré les apparences, mais bien d'un jeu d'action pure, dans lequel les joueurs sont constamment poursuivis et mis en danger par divers pièges parsemant leur chemin.
- les personnages ont une barre de vie, alimentée par les anneaux ramassés. En cas de collision avec un piège, on ne perd pas d'anneaux comme dans les autres jeux Sonic, mais la barre de vie du joueur diminue, entraînant la mort quand elle arrive à zéro.
- il est jouable jusqu'à 3 joueurs simultanément.

Le jeu introduit, arcade oblige, un système de ranking, qui poussera les joueurs à rejouer au titre, en dépit de sa courte durée, afin d'améliorer leur score.

## Développement
Bien que développé par une équipe différente de Sonic Team, Naoto Ōshima, character designer original de Sonic, a cependant participé au design des personnages. La bande son du jeu, qui tranche aussi avec les productions habituelles de la série, est signée par Hiroshi Miyauchi, compositeur très connu pour les musiques de grands hits arcade Sega tels que Out Run, After Burner, Fantasy Zone, ou encore Space Harrier.
SegaSonic ne possède pas de borne dédiée, on sait cependant qu'il a été exploité dans sa version deux joueurs sur les bornes génériques Megalo 50, Astro City, et Aero City (le plus courant), et dans sa version trois joueurs, extrêmement rare, sur Sega Swing.

## Postérité
Contrairement à Sonic the Fighters, le seul autre véritable jeu vidéo tiré de l'univers Sonic sorti en arcade, SegaSonic n'a pas connu de réédition dans une compilation sur console, il reste donc, à ce titre, très prisé à la collection. Cette absence s'explique par la difficulté de conversion des contrôles du jeu sur une manette, et implicitement, par le manque d'intérêt que procurerait le contrôle à la manette.